# 佐藤経明
佐藤 経明（さとう つねあき、1925年4月23日 - 2014年8月5日）は、日本の経済学者、横浜市立大学名誉教授。比較経済体制論専攻。

## 略歴
日本領朝鮮平壌生まれ。旧制第六高等学校を経て、1952年東京大学経済学部卒、1954年同大学院修了。堤清二は友人。1956年愛知大学専任講師、1957年東京都立商科短期大学講師、助教授、1970年横浜市立大学商学部助教授、1972年教授、1988年定年退官、名誉教授、日本大学経済学部教授、1995年定年退職。
2012年胃癌のため胃を全摘出する。2014年8月5日、89歳で死去。

## 人物
- 講座派出身ながら、一橋大学経済研究所ソ連経済部門の野々村一雄、宮鍋幟、岡稔らと交流し、イデオロギー色を排した社会主義経済研究を行った[3]。
- 経済学者の大石亜希子（千葉大学教授）は長女[2]。

## 著書
- 『現代の社会主義経済』岩波新書 1975
- 『ポスト社会主義の経済体制』岩波書店 1997

### 共編著
- 『ソ連・東欧諸国の経済改革』編 アジア経済研究所 アジア経済調査研究双書 1973
- 『ソ連はいつ立ち直れるか 病める超大国と日本の対応』森本忠夫共著 PHP研究所 1991
- 『変貌するアジアの社会主義国家 中国・ベトナム・朝鮮』白石昌也、矢吹晋、丹藤佳紀共著 三田出版会 日本国際フォーラム叢書 1995

### 翻訳
- ドイツ社会統一党編『ドイツ共産党三十五年』国民文庫 1954
- ソビエト科学アカデミー「世界経済・国際関係」研究所編『資本主義諸国の景気分析』名島修三共訳 国際日本協会 1957
- ソビエト科学アカデミー「世界経済・国際関係」研究所編『資本主義諸国の経済分析』名島修三共訳 重要企業調査会 1958
- モーリス・ドップ『社会主義計画経済論 集権化・分権化・民主化』合同出版 1973
- W.ブルス『社会主義における政治と経済』岩波現代選書 1978
- M.エルマン『社会主義計画経済』中兼和津次共訳 岩波現代選書 1982
- ヤーノシュ・コルナイ『資本主義への大転換 市場経済へのハンガリーの道』日本経済新聞社 1992
- W.ブルス, K.ラスキ『マルクスから市場へ 経済システムを模索する社会主義』西村可明共訳 岩波書店 1995

## 参考
- 『現代日本人名録』2002年